# Кушкуль (Татарстан)
Кушку́ль — деревня в Кайбицком районе Татарстана, входит в Хозесановское сельское поселение. Располагается на реке Кубня, в 24 км юго-западнее Больших Кайбиц.

## История
Основано в 1937 году. В 2011 году к деревне построена асфальтовая дорога.

## Население
- 1989 — 90
- 1997 — 86
- 2010 — 98
- 2018 - 102

Деревню населяют татары (100%), которые относятся к этногруппе молькеевских кряшен.